# Welcome Reality
Welcome Reality is het debuutalbum van de Britse band Nero. Het album is uitgegeven op 15 augustus 2011 bij het label van Chase & Status MTA Records.

## Hitnoteringen

### Ultratop 100
| Hitnotering: 27-08-2011, 01-10-2011 t/m 26-11-2011, 21-01-2012 | Hitnotering: 27-08-2011, 01-10-2011 t/m 26-11-2011, 21-01-2012 | Hitnotering: 27-08-2011, 01-10-2011 t/m 26-11-2011, 21-01-2012 | Hitnotering: 27-08-2011, 01-10-2011 t/m 26-11-2011, 21-01-2012 | Hitnotering: 27-08-2011, 01-10-2011 t/m 26-11-2011, 21-01-2012 | Hitnotering: 27-08-2011, 01-10-2011 t/m 26-11-2011, 21-01-2012 | Hitnotering: 27-08-2011, 01-10-2011 t/m 26-11-2011, 21-01-2012 | Hitnotering: 27-08-2011, 01-10-2011 t/m 26-11-2011, 21-01-2012 | Hitnotering: 27-08-2011, 01-10-2011 t/m 26-11-2011, 21-01-2012 | Hitnotering: 27-08-2011, 01-10-2011 t/m 26-11-2011, 21-01-2012 | Hitnotering: 27-08-2011, 01-10-2011 t/m 26-11-2011, 21-01-2012 | Hitnotering: 27-08-2011, 01-10-2011 t/m 26-11-2011, 21-01-2012 | Hitnotering: 27-08-2011, 01-10-2011 t/m 26-11-2011, 21-01-2012 | Hitnotering: 27-08-2011, 01-10-2011 t/m 26-11-2011, 21-01-2012 | Hitnotering: 27-08-2011, 01-10-2011 t/m 26-11-2011, 21-01-2012 |
| Week:                                                          | 1                                                              |                                                                | 2                                                              | 3                                                              | 4                                                              | 5                                                              | 6                                                              | 7                                                              | 8                                                              | 9                                                              | 10                                                             |                                                                | 12                                                             |                                                                |
| -------------------------------------------------------------- | -------------------------------------------------------------- | -------------------------------------------------------------- | -------------------------------------------------------------- | -------------------------------------------------------------- | -------------------------------------------------------------- | -------------------------------------------------------------- | -------------------------------------------------------------- | -------------------------------------------------------------- | -------------------------------------------------------------- | -------------------------------------------------------------- | -------------------------------------------------------------- | -------------------------------------------------------------- | -------------------------------------------------------------- | -------------------------------------------------------------- |
| Positie:                                                       | 38                                                             | uit                                                            | 44                                                             | 29                                                             | 29                                                             | 32                                                             | 42                                                             | 62                                                             | 64                                                             | 71                                                             | 59                                                             | uit                                                            | 75                                                             | uit                                                            |

## Track listing
| Nr. | Titel               | Duur |
| --- | ------------------- | ---- |
| 1.  | 2808                | 1:53 |
| 2.  | Doomsday            | 4:12 |
| 3.  | My Eyes             | 4:41 |
| 4.  | Guilt               | 4:43 |
| 5.  | Fugue State         | 3:35 |
| 6.  | Me and You          | 4:08 |
| 7.  | Innocence           | 5:08 |
| 8.  | In the Way          | 3:57 |
| 9.  | Scorpions           | 5:56 |
| 10. | Crush on You        | 4:10 |
| 11. | Must Be the Feeling | 4:03 |
| 12. | Reaching Out        | 4:45 |
| 13. | Promises            | 4:17 |
| 14. | Departure           | 5:34 |

## Bonus tracks
| Nr. | Titel                         | Duur |
| --- | ----------------------------- | ---- |
| 15. | Innocence (Hesper Muze Remix) | 5:49 |

| Nr. | Titel                    | Duur  |
| --- | ------------------------ | ----- |
| 15. | Angst                    | 4:51  |
| 16. | Welcome Reality VIP      | 4:27  |
| 17. | This Way (Album Version) | 5:49  |
| 18. | New Life                 | 4:33  |
| 19. | Choices (Album Version)  | 6:14  |
| 20. | Symphony 2808            | 17:34 |
| 21. | Symphony 2808 (Video)    | 17:34 |